# Marianne Ryter
Marianne Ryter (* 9. Juni 1968) ist eine Schweizer Juristin und Richterin des Bundesgerichts in Lausanne. Von 2019 bis 2021 präsidierte sie als erste Frau das Bundesverwaltungsgericht in St. Gallen.

## Karriere

### Ausbildung
Marianne Ryter besuchte die Primar- und Sekundarschule in Kehrsatz. Anschliessend ging sie aufs Gymnasium Neufeld in Bern.
Marianne Ryter studierte Rechtswissenschaften an der Universität Bern. Im Jahr 1995 legte sie das Staatsexamen ab und wurde Fürsprecherin des Kantons Bern. 2001 machte sie in Lausanne einen Master of Laws (LL.M) in internationalem und europäischem Wirtschafts- und Handelsrecht. Sie doktorierte im Jahr 2004 an der Universität Bern. Im Jahr 2012 schloss sie eine Weiterbildung in integrativem Konfliktmanagement als Mediatorin ab.

### Tätigkeiten
Von 1992 bis 2002 war Ryter als Rechtsberaterin bei der INFRA (Informationsstelle von Frauen für Frauen) tätig. Von 1996 bis 2003 war sie Mitglied der Fachkommission des Kantons Bern für Gleichstellungsfragen, der sie von 2000 bis 2003 als Präsidentin vorstand.
Von 1996 bis 1997 arbeitete sie im Advokaturbüro Ammann in Jegenstorf. Von 1996 bis 2002 war sie als wissenschaftliche Mitarbeiterin von Pierre Tschannen an der Universität Bern tätig.
Von 2003 bis 2007 arbeitete sie bei der Rekurskommission des Eidgenössischen Departements für Umwelt, Verkehr, Energie und Kommunikation als Richterin.
Seit 2008 lehrt sie an der Universität Basel. Seit 2013 ist sie Dozentin an der Schweizer Richterakademie in Luzern.

### Bundesverwaltungsgericht
Am 5. Oktober 2005 wurde Ryter ans Bundesverwaltungsgericht gewählt. Von 2007 bis 2021 war sie als Richterin der Abteilung I tätig.
Ab 2013 war sie Mitglied der Verwaltungskommission. Von 2015 bis 2018 amtete sie als Vizepräsidentin des Bundesverwaltungsgerichts.
Am 13. Juni 2018 wählte die Vereinigte Bundesversammlung Marianne Ryter zur Präsidentin des Bundesverwaltungsgerichts für die Jahre 2019 bis 2020. Von Gesetzes wegen nahm sie auch Einsitz in der Verwaltungskommission. Ryter trat das Präsidialamt Anfang 2019 an, als erste Frau an der Spitze des Bundesverwaltungsgerichts.
Am 16. Dezember 2020 bestätigte die Vereinigte Bundesversammlung Marianne Ryter für die Amtsperiode 2021/22 als Präsidentin des Bundesverwaltungsgerichts. Ryter versah das Präsidialamt bis Ende 2021. Auf dieses Datum hin trat sie aus dem Bundesverwaltungsgericht zurück, da sie durch die Vereinigte Bundesversammlung zur Richterin des Bundesgerichts gewählt worden war.

### Bundesgericht
Am 16. Juni 2021 wählte die Vereinigte Bundesversammlung Marianne Ryter auf Vorschlag der Gerichtskommission zur Richterin des Bundesgerichts. Sie trat ihr Amt als Bundesrichterin am 1. Januar 2022 an.

## Weitere Mandate
Marianne Ryter ist Geschäftsleitungsmitglied der Stiftung für die Weiterbildung schweizerischer Richterinnen und Richter.

## Privat
Marianne Ryter ist Bürgerin von Frutigen BE. Sie ist Mitglied der Sozialdemokratischen Partei der Schweiz.

## Werke (Auswahl)
- Allgemeine Rechtsgrundsätze – Analogien zum Privatrecht. Ein Beitrag zur richterlichen Rechtsfortbildung im Verwaltungsrecht. Stämpfli Verlag, Bern 2005, ISBN 3-7272-0435-4. (Abhandlungen zum schweizerischen Recht; n. F., 699). (Zugl. Diss. jur. Bern, 2004).

Verschiedene planungs- und umweltschutzrechtliche Besprechungen im Publikationsorgan der Schweizerischen Richtervereinigung Aktuelle juristische Praxis (AJP)
Weitere Publikationen und Beiträge zum Verwaltungsrecht, Öffentlichen Prozessrecht, Verwaltungsverfahrensrecht sowie zur Gerichtsorganisation und zur Rolle der Richter in verschiedenen Fachmedien und an Fachtagungen